# Xenoperdix obscuratus
Xenoperdix obscuratus es una pequeña perdiz pardusca de aproximadamente 29 centímetros de longitud, fuertemente barrada, con cara rojiza, partes inferiores grises y píleo y partes superiores pardo oliva. Tiene pico rojo, iris marrón y patas amarillas. Ambos sexos son similares.
Habita y es endémica de los bosques de las montañas Rubeho en Tanzania. Anteriormente se consideraba una subespecie bien marcada de la perdiz del bosque de Udzungwa, Xenoperdix udzungwensis de las montañas Udzungwa, pero actualmente se reconoce que es específicamente distinta. Su dieta consiste principalmente en escarabajos, hormigas y semillas. 
Debido a la continua pérdida de hábitat, el pequeño tamaño de la población, el rango limitado y la caza excesiva, Xenoperdix obscuratus se considera en peligro de extinción, aunque la UICN no la ha evaluado separada de X. udzungwensis.